# Керкопорта
Керкопорта (грч. Κερκόπορτα, што значи циркуска капија) или Ксилокеркос (грч. Ξυλόκερκος, што значи капија дрвеног циркуса) је једна од капија на бедемима средњовековног Цариграда која се налази на месту на коме се спаја Влахернски бедем са двоструким бедемима Теодосија II, поред дворца Порфирогенита. Малих је димензија и користила се углавном као место за испаде изван зидина. Одиграла је пресудну улогу током османске опсаде Цариграда 1453. године када су кроз њу у град продрле прве нередовне османлијске трупе. Сматра се да је сама капија грешком остављена отворена, пошто се услед великог бомбардовања на том делу Цариградских бедема стицао утисак да је потпуно зарушена и да је кроз њу немогуће проћи. Османлије су то искористиле, продрле у град и запоселе њој најближу кулу на којој су истакли свој барјак. Браниоци су успели да их елиминишу и скину османски барјак са куле, али је било сувише касно да се заустави продор јањичара и других Османлија који су у том тренутку пробили и одбрану код Романове капије. Сама капија је уништена током векова и данас на њеном месту нема остатака бедема.